# Reprezentacja Wysp Świętego Tomasza i Książęcej w piłce nożnej mężczyzn
Reprezentacja Wysp Świętego Tomasza i Książęcej (port. Seleção São-Tomense de Futebol) – zespół piłkarski, biorący udział w imieniu Wysp Świętego Tomasza i Książęcej w meczach i sportowych imprezach międzynarodowych, powoływany przez selekcjonera, w którym mogą występować wyłącznie zawodnicy posiadający obywatelstwo saotomejske. Od 1986 roku jest członkiem FIFA, a od 1976 – CAF-u.
Drużyna dopiero od początku XXI wieku startuje w kwalifikacjach do Pucharu Narodów Afryki, za każdym razem bezskutecznie. W tym samym czasie zadebiutowała w eliminacjach do mistrzostw świata, ale zawsze wysoko przegrywa już w pierwszej rundzie.
Futbol na malutkich Wyspach Świętego Tomasza i Książęcej traktowany jest rekreacyjnie, chociaż istnieje półprofesjonalna liga. Właśnie piłkarze z rodzimych klubów tworzą obecną reprezentację. Dwóch zawodników – Jairson Semedo i Alfredo Bonfim, którzy grają na co dzień w niższych ligach Portugalii, uważani są na Wyspach za gwiazdy i z nimi szefowie federacji wiążą największe nadzieje.
W 2005 roku z pomocą FIFA wybudowany został na Wyspach stadion i ośrodek treningowy.

## Udział wMistrzostwach Świata
- 1930 – 1974 – Nie brały udziału (były kolonią portugalską)
- 1978 – 1986 – Nie brały udziału (nie były członkiem FIFA)
- 1990 – Nie brały udziału
- 1994 – Wycofały się z eliminacji
- 1998 – Nie brały udziału
- 2002 – 2006 – Nie zakwalifikowały się
- 2010 – Wycofały się z eliminacji
- 2014 – 2022 – Nie zakwalifikowały się

## Udział wPucharze Narodów Afryki
- 1957 – 1974 – Nie brały udziału (były kolonią portugalską)
- 1976 – 2000 – Nie brały udziału
- 2002 – Nie zakwalifikowały się
- 2004 – Wycofały się z eliminacji
- 2006 – Nie zakwalifikowały się
- 2008 – Nie brały udziału
- 2010 – Wycofały się z eliminacji
- 2012 – Nie brały udziału
- 2013 – 2023 – Nie zakwalifikowały się